# Шкляри (Зомбковицький повіт)
Шкляри (пол. Szklary) — село в Польщі, у гміні Зомбковиці-Шльонські Зомбковицького повіту Нижньосілезького воєводства.
Населення — 594 особи (2011).
У 1975-1998 роках село належало до Валбжиського воєводства.

## Демографія
Демографічна структура станом на 31 березня 2011 року:
|          | Загалом | Допрацездатний вік | Працездатний вік | Постпрацездатний вік |
| -------- | ------- | ------------------ | ---------------- | -------------------- |
| Чоловіки | 305     | 68                 | 222              | 15                   |
| Жінки    | 289     | 51                 | 171              | 67                   |
| Разом    | 594     | 119                | 393              | 82                   |